# 福隆東興宮
福隆東興宮，是位於臺灣新北市貢寮區福隆海水浴場附近的王爺廟，主祀林、傅、溫三府王爺與天上聖母，為當地重要信仰中心。

## 沿革

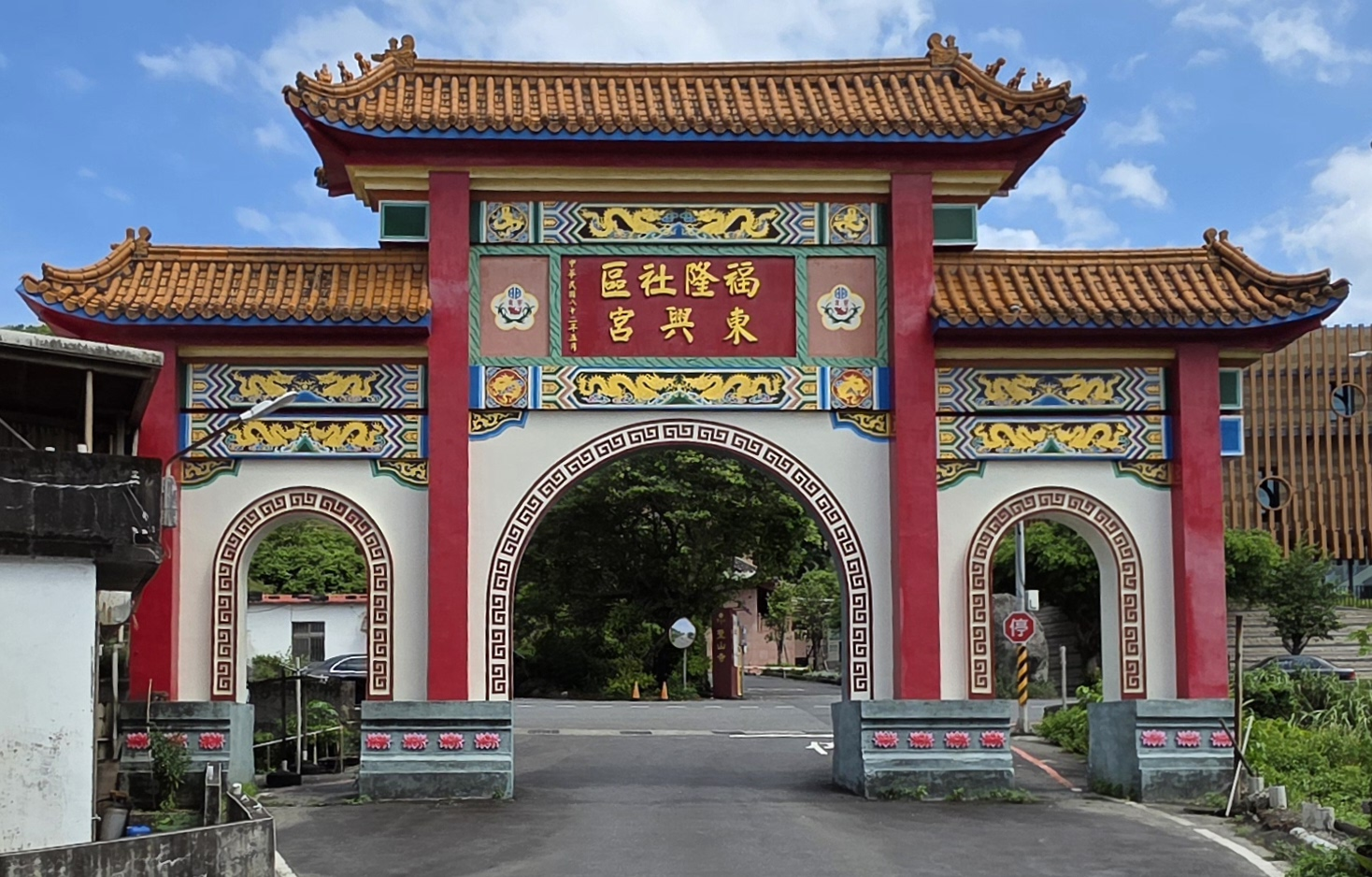
東興宮牌坊

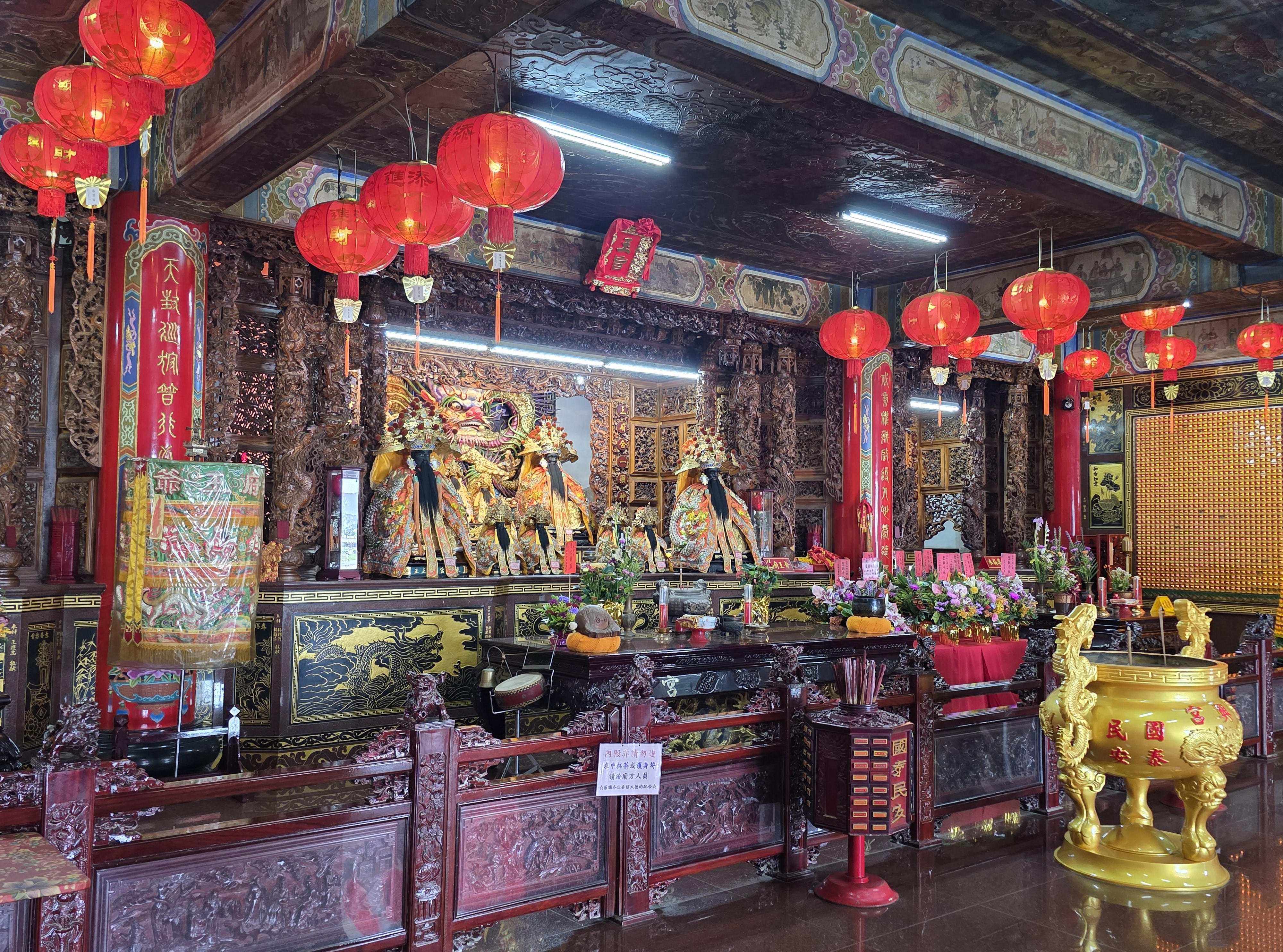
東興宮正殿

福隆東興宮位於福隆村東興街，北距挖仔漁港約百公尺，坐東南向西北。1902年，貢寮挖子港一帶村民產生信仰需求，由在地望族吳阿呆、吳佑頭自基隆和平島社寮社靈廟迎奉林、傅、溫三府王爺香火於當地奉祀，草創初期為茅屋構造小廟。1922年，吳阿呆、吳佑頭與先民詹武惠、魏栖番、呂阿亨、魏阿溪、魏阿連、吳登瑞、魏正祥等9人共同商議重新擴建廟堂。1926年8月8日，立廟申請獲時任臺灣總督上山滿之進許可，定廟名為「東興宮」。1950年、1969年與1977年歷經三次修、增建。1996年，時任管委會主委簡阿昌召開聯席會議通過重建決議，於該年10月12日（農曆九月初一）拆除舊廟、破土興工。1998年11月29日（農曆十月十一）舉行安座大典，2000年工程完竣落成。

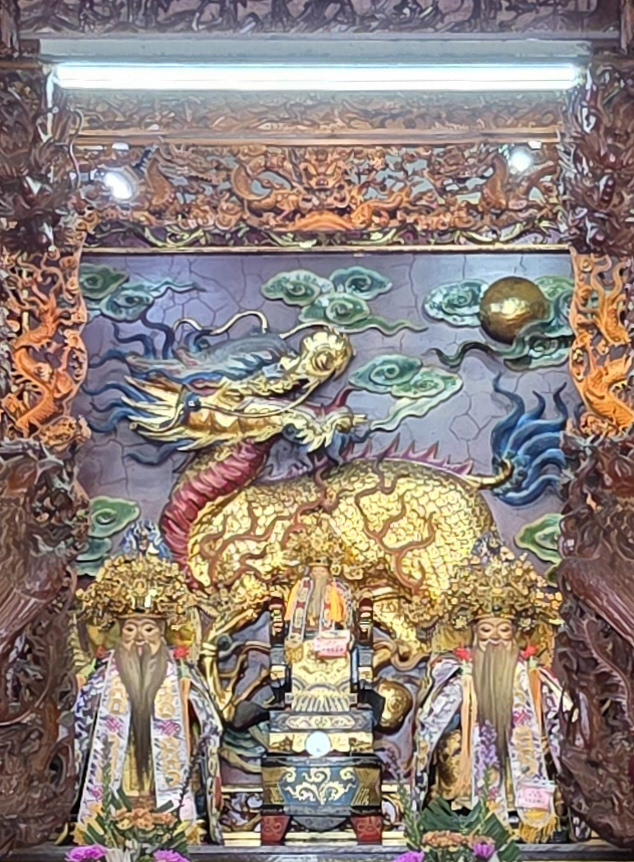
福德正神
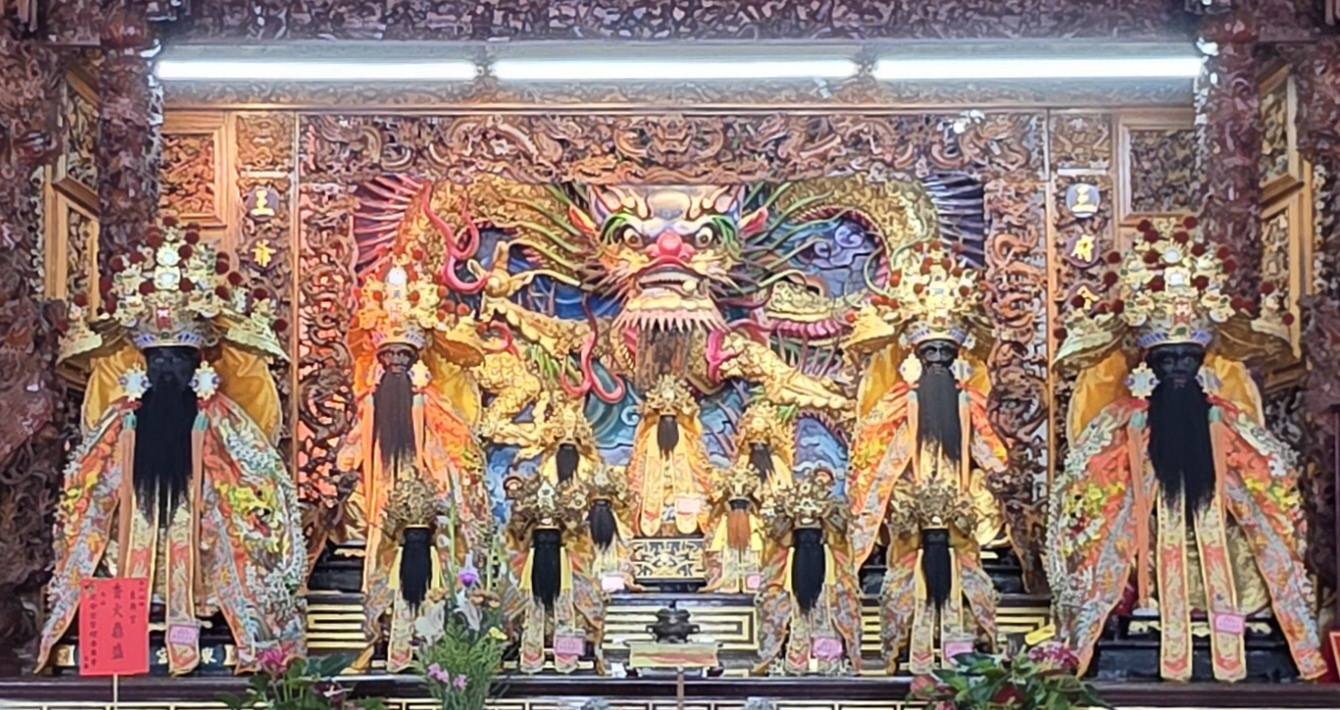
三府王爺
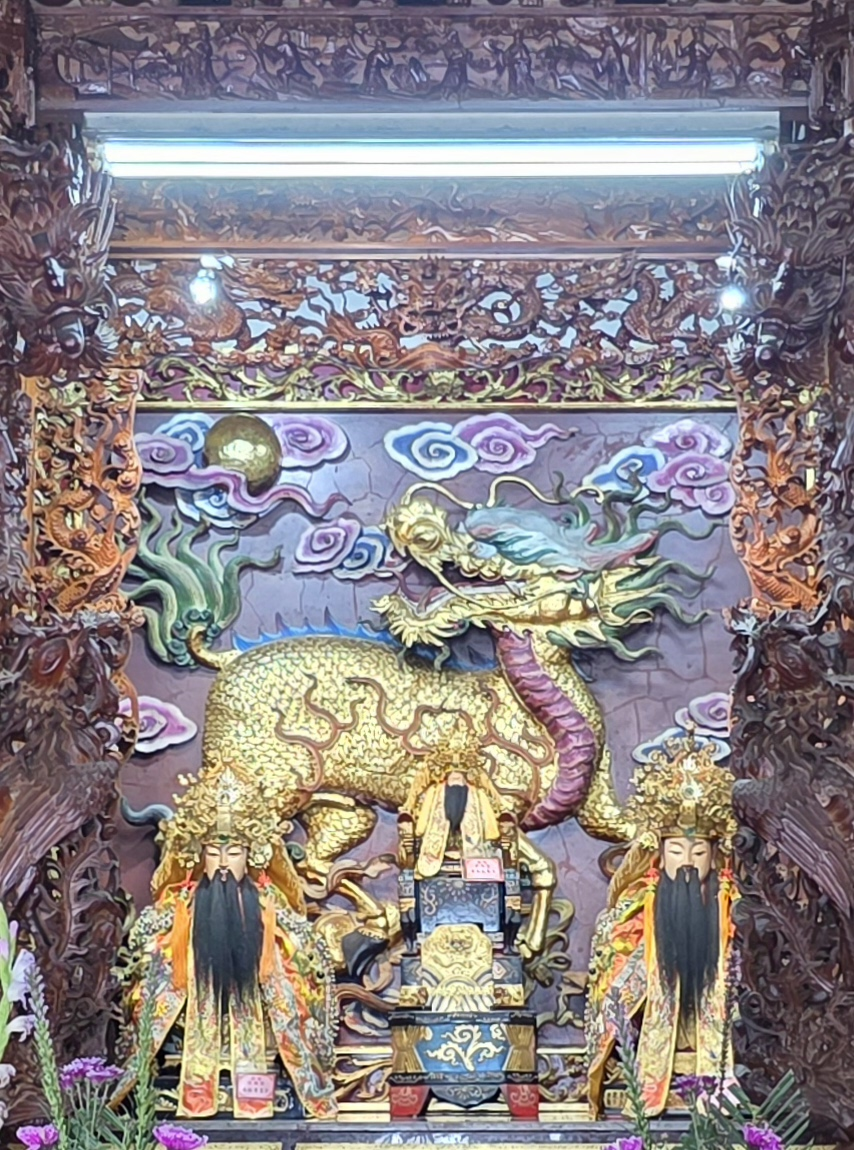
水仙尊王

## 祀神
福隆東興宮第一層正殿主祀林、傅、溫三府王爺，左龕祀奉水仙尊王、右龕祀奉福德正神，第二層正中供奉天上聖母、左右兩側祀奉觀音佛祖與關聖帝君。

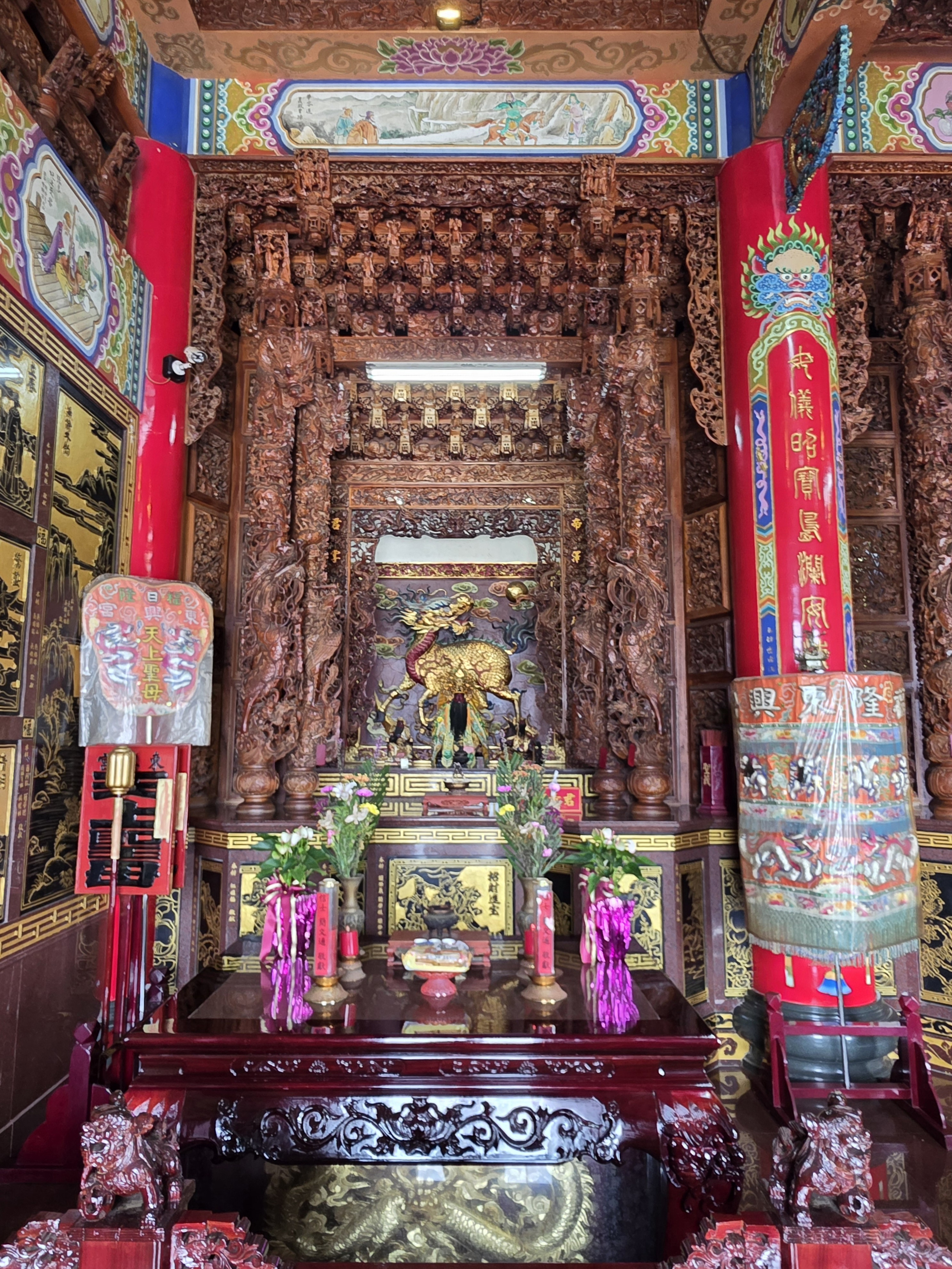
關聖帝君
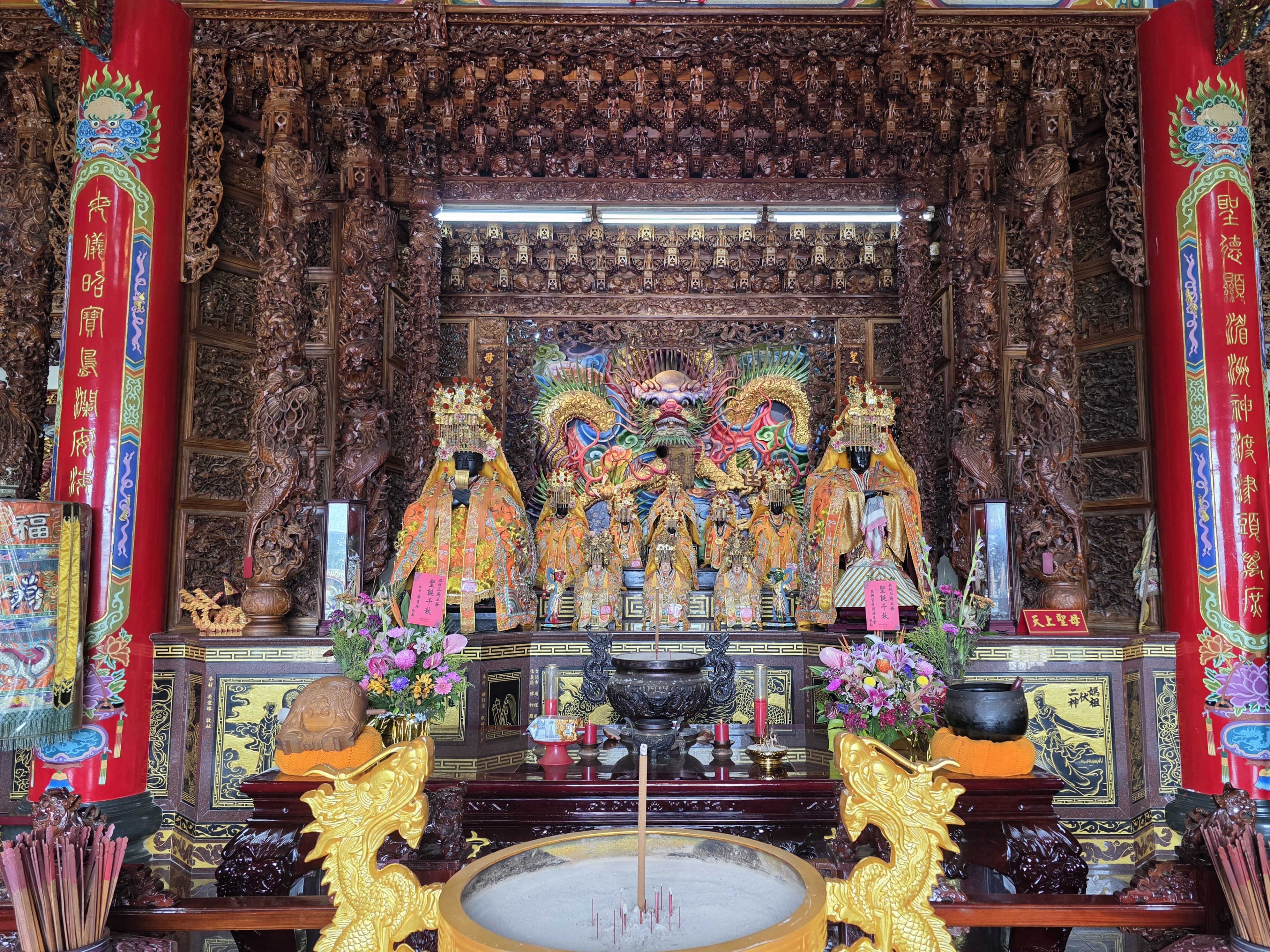
天上聖母
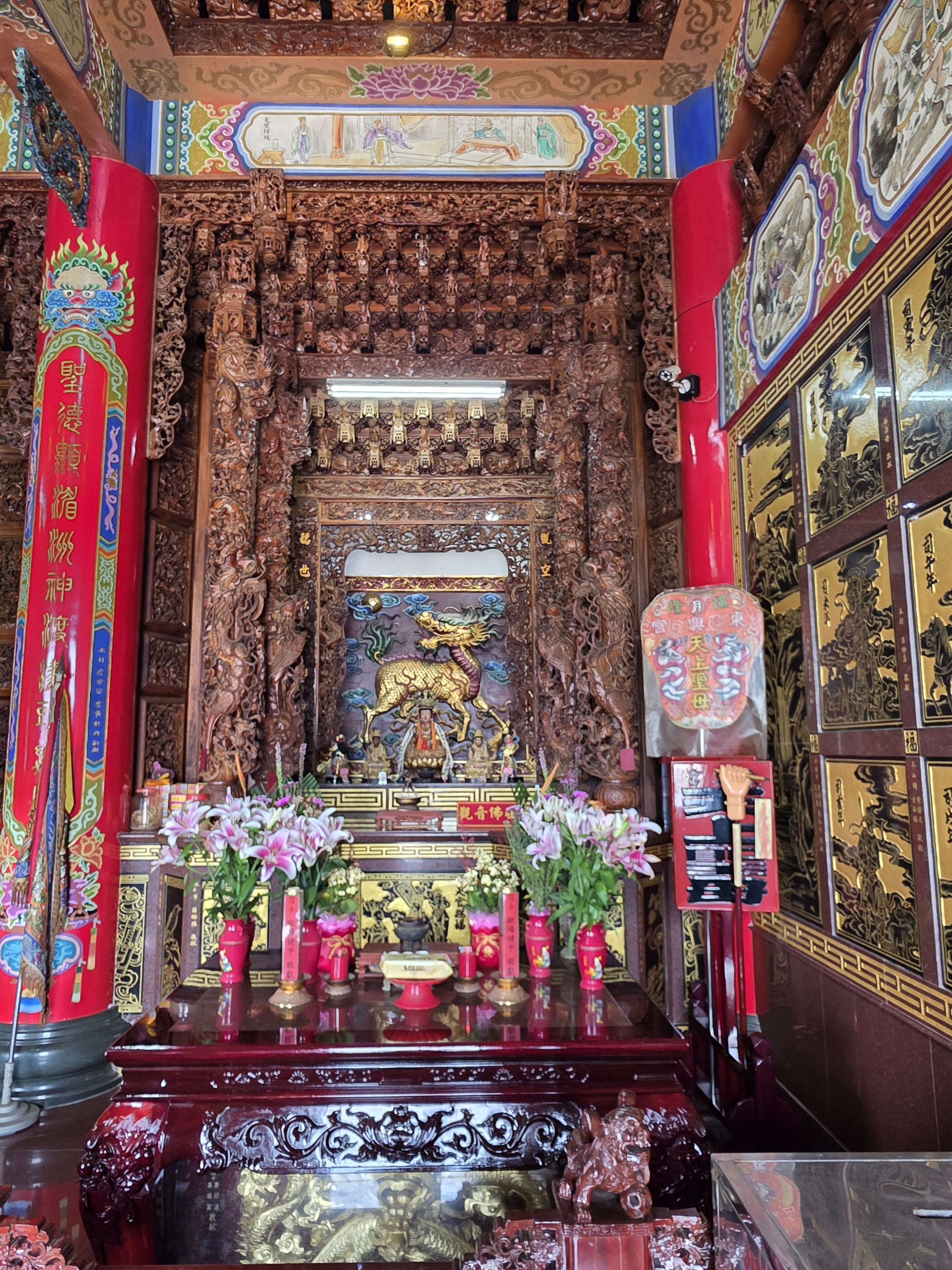
觀音佛祖

## 附近海域

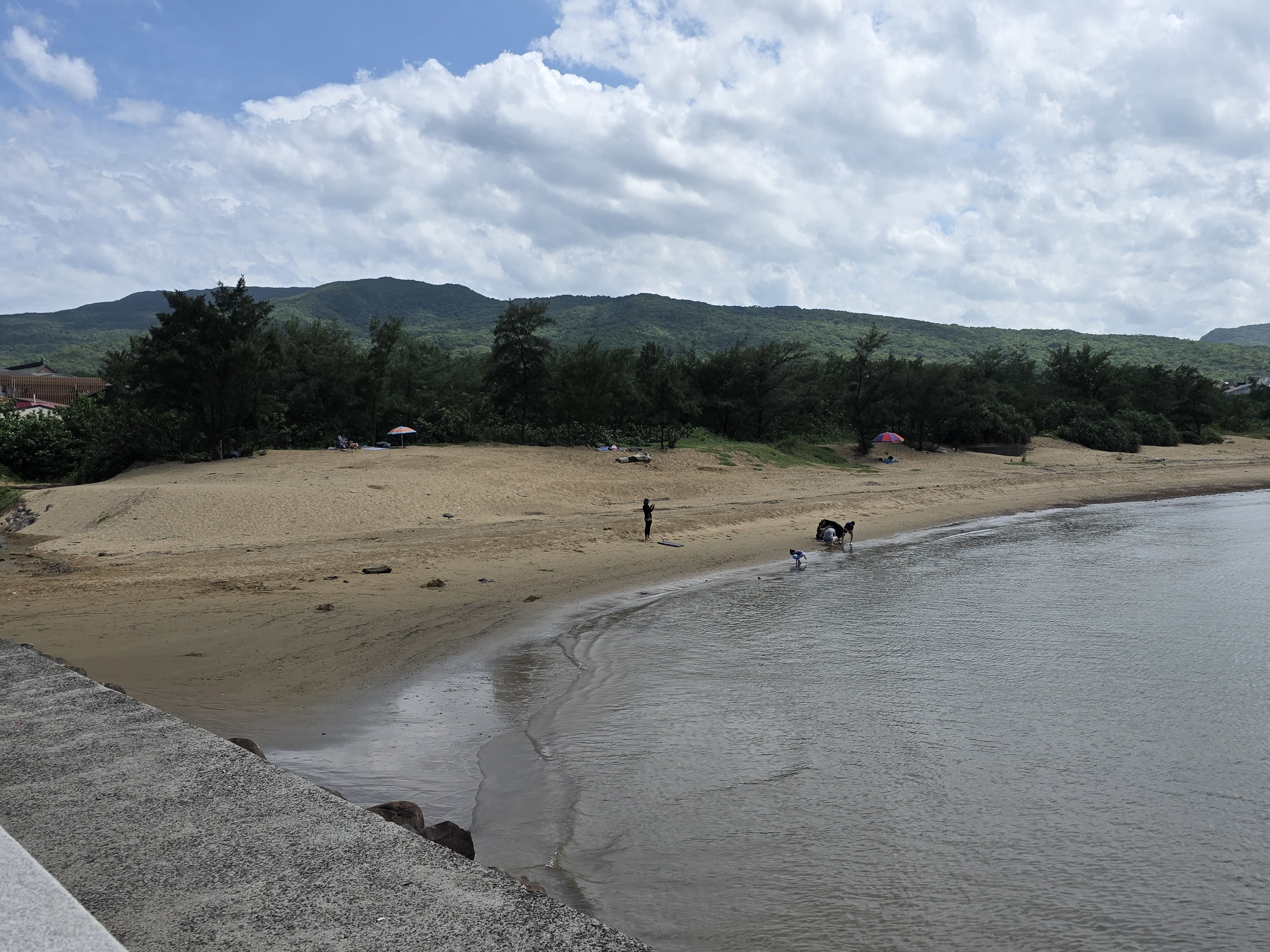
東興宮前方的福隆海濱公園公共海灘

福隆東興宮前方海域為危險水域，曾發生數起溺斃意外。該水域位於雙溪河出海口右側，溪流帶出的泥沙容易造成沿海淤積嚴重，與漲潮的海水交互形成湍急的暗流漩渦。當風大浪高時會推擠大量海水湧向岸邊，惟因受到海岸地形阻擋會再往外海方向快速移動形成離岸流，對於戲水者存在很大的風險；其海平面下地形不規則且有深有淺，戲水民眾走到水深較深處途中如踩空跌下遇到暗流，會被水流帶往離岸流的方向漂走。

## 外部連結
- 福隆東興宮的Facebook專頁